# Eleições legislativas na República Checa em 2010
As eleições legislativas checas de 2010 ocorreram em 28 e 29 de maio e serviram para eleger os 200 representantes da Câmara dos Deputados.
Os resultados finais deram a vitória ao Partido Social-Democrata, apesar de ter sofridos perdas significativas em relação às eleições anteriores. 
Os grandes vencedores da noite foram os dois novos partidos de centro-direita, TOP 09 e Assuntos Públicos, que entraram no parlamento com 16,7% e 10,9% dos votos respetivamente.
A União Cristã e Democrata - Partido Popular Checoslovaco ficava fora do parlamento checo pela primeira vez na história, resultado que provocava a demissão do seu líder na noite eleitoral.
Após um longo processo para a formação de governo, os três partidos de centro-direita no parlamento checo chegavam a um acordo que permitia a Petr Nečas, líder do Partido Democrático Cívico, ser o novo primeiro-ministro checo.

## Resultados eleitorais
| Partido                           | Partido                                                 | Votos     | %     | Cadeiras | +/–  |
| --------------------------------- | ------------------------------------------------------- | --------- | ----- | -------- | ---- |
|                                   | Partido Social-Democrata Tcheco                         | 1 155 267 | 22.09 | 56       | 18   |
|                                   | Partido Democrático Cívico                              | 1 057 792 | 20.22 | 53       | 28   |
|                                   | TOP 09                                                  | 873 833   | 16.71 | 41       | Novo |
|                                   | Partido Comunista da Boêmia e Morávia                   | 589 765   | 11.28 | 26       | 0    |
|                                   | Assuntos Públicos                                       | 569 127   | 10.88 | 24       | Novo |
|                                   | União Cristã e Democrata - Partido Popular Checoslovaco | 229 717   | 4.39  | 0        | 13   |
|                                   | Partido dos Direitos Civis                              | 226 527   | 4.33  | 0        | Novo |
|                                   | Soberania Checa                                         | 192 145   | 3.67  | 0        | Novo |
|                                   | Partido Verde                                           | 127 831   | 2.44  | 0        | 6    |
|                                   | Demais partidos políticos                               | 208 855   | 3.99  | 0        | 0    |
| Total de votos válidos            | Total de votos válidos                                  | 5 230 859 | 99.37 | –        | –    |
| Votos inválidos (brancos e nulos) | Votos inválidos (brancos e nulos)                       | 32 963    | 0.63  | –        | –    |
| Total de votos registrados        | Total de votos registrados                              | 5 263 822 | 100   | –        | –    |
| Eleitorado apto a votar           | Eleitorado apto a votar                                 | 8 415 892 | 62.55 | –        | –    |